# Elmira Alembeková
Elmira Alembeková, rusky Эльмира Шамильевна Алембекова (* 30. června 1990 Saransk) je ruská atletka, která se věnuje sportovní chůzi. Její hlavní disciplínou je chůze na 20 km, ve které se stala v roce 2014 mistryní Evropy.

## Kariéra
Prvního úspěchu dosáhla jako osmnáctiletá – na juniorském mistrovství světa získala stříbrnou medaili v chůzi na 10 000 metrů. V této disciplíně se o rok později stala juniorskou mistryní Evropy. Největším úspěchem se pro ni zatím stalo vítězství na evropském šampionátu v Curychu v roce 2014 v chůzi na 20 kilometrů. Její osobní rekord v této disciplíně 1:25:27 pochází z roku 2012.